# Stenopogon kolenati
Stenopogon kolenati är en tvåvingeart som först beskrevs av Gimmerthal 1847.  Stenopogon kolenati ingår i släktet Stenopogon och familjen rovflugor. Inga underarter finns listade i Catalogue of Life.